# Міровиці (Поморське воєводство)
Міровиці (пол. Mirowice, нім. Mirahnen) — село в Польщі, у гміні Міколайки-Поморські Штумського повіту Поморського воєводства.
Населення — 68 осіб (2011).
У 1975-1998 роках село належало до Ельблонзького воєводства.

## Демографія
Демографічна структура станом на 31 березня 2011 року:
|          | Загалом | Допрацездатний вік | Працездатний вік | Постпрацездатний вік |
| -------- | ------- | ------------------ | ---------------- | -------------------- |
| Чоловіки | 34      | 12                 | 19               | 3                    |
| Жінки    | 34      | 7                  | 22               | 5                    |
| Разом    | 68      | 19                 | 41               | 8                    |